# Marinko Antolović
Marinko Antolović (Zenica, 27. siječnja 1976.) hrvatski je svećenik, biblijski teolog i diplomat u službi Svete Stolice.

## Životopis
Rođen je 27. siječnja 1976. godine u Zenici (BiH), u obitelji Ante i Jele rođ. Vilić. 16. lipnja 2000. završio je filozofsko-teološke studije na Katoličkom bogoslovnom fakultetu u Sarajevu te je zaređen za svećenika Vrhbosanske nadbiskupije. Nakon jednogodišnje svećeničke službe u Prozoru-Rami, poslan je na poslijediplomski studij u Rim na Papinski Biblijski institut. Tijekom studija boravi u Papinskom hrvatskom zavodu Svetoga Jeronima, a nakon postizanja magisterija iz Svetoga Pisma 2005. godine prelazi u Papinsku crkvenu akademiju gdje ostaje do završetka doktrorskog studija na Papinskom sveučilištu Urbaniana 22. travnja 2008. godine.

## Diplomatska služba
Kao tajnik službovao je u Apostolskim nuncijaturama na Novom Zelandu (2008. – 2011.) i Bjelorusiji (2015. – 2018.), a od 2011. do 2015. bio je tajnik Stalne misije Svete Stolice pri pri Organizaciji za europsku sigurnost i suradnju (OESS) sa sjedištem u Beču (Austrija). Potom je bio tajnik nuncijature u Skandinavskim zemljama (za Dansku, Finsku, Island, Norvešku i Švedsku), a trenutno je u Bangladešu.
Govori talijanski, engleski, španjolski i francuski jezik.